# الخضراء (تمر)
الخضراء أحد أنواع التمور بواحات نفزاوة الغربية ومن بينها واحة الجرسين. وهو تمر يميل إلى الطول، في حجم تمر القصبي تقريبا. وينضج في شهر أوت، ويكون بسره أخضر وتمره أسود. وتتميز نخلته بكثرة الإنتاج. 